# Baked bean sandwich
Il baked bean sandwich è un sandwich composto da baked beans contenuti tra due fette di pane. Può essere guarnito da lattuga e completato da ketchup o maionese.
La prima attestazione della ricetta si trova in un libro di Janet McKenzie Hill del 1909, Cooking For Two.
La cuoca Julia Child amava molto questo panino imbottito, nella versione più semplice con i baked beans contenuti da due fette di Boston brown bread.

## Alimenti simili
Nel Regno Unito si prepara un toast guarnito con i baked beans che prende il nome di beans on toast o baked beans on toast. L'alimento risulta inventato da un dirigente della Heinz nel 1927.